# Tương tác thiên hà

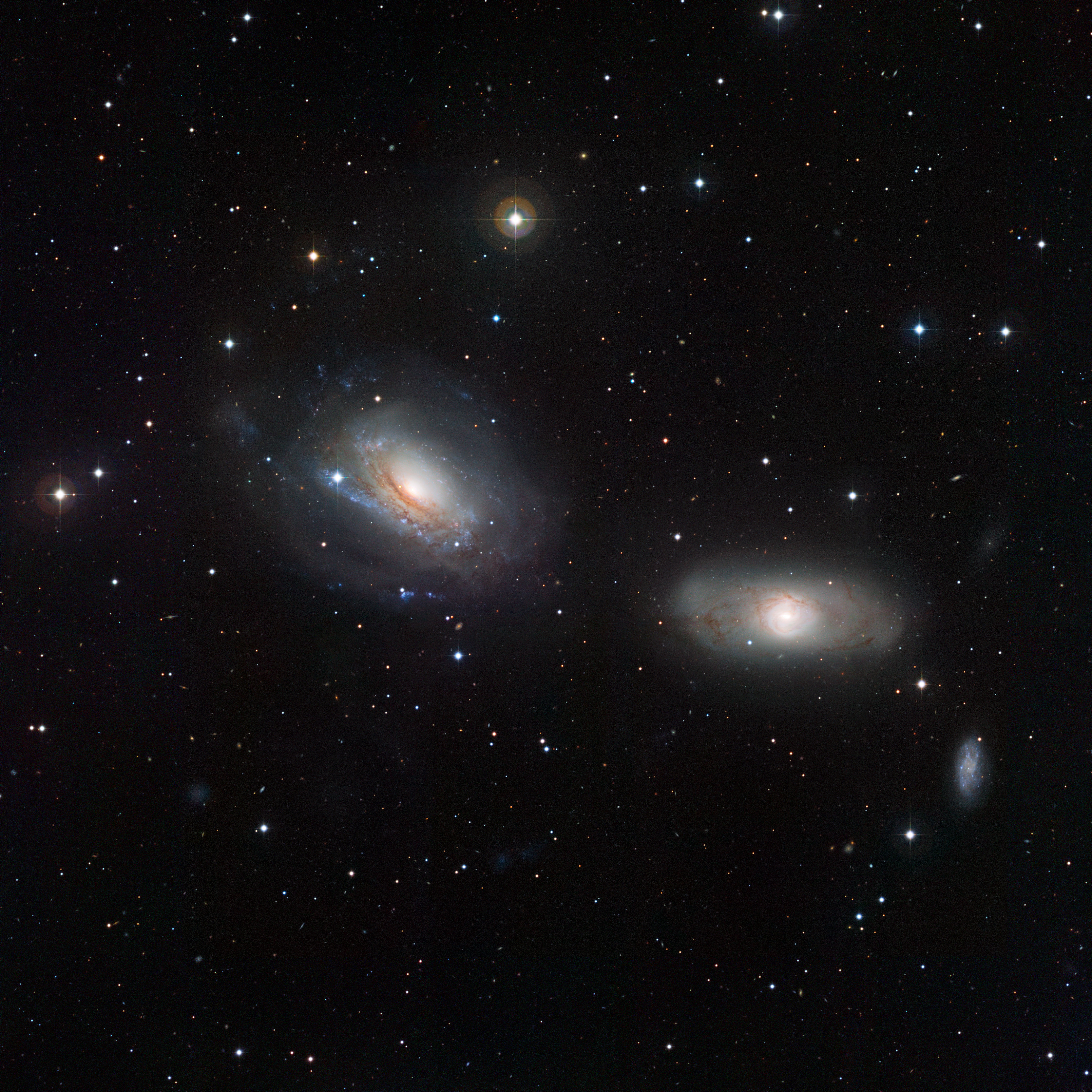
Thiên hà NGC 3169 (trái) và thiên hà NGC 3166 (phải) đang quay quanh gần nhau, đủ gần để trường hấp dẫn gây va chạm giữa hai thiên hà. Quan sát tại Đài thiên văn La Silla

Tương tác thiên hà (va chạm thiên hà) là thuật ngữ gọi hiện tượng một cặp gồm hai (hay nhiều) thiên hà va chạm vào nhau do trường hấp dẫn. Ví dụ như một thiên hà vệ tinh đã va chạm vào một thiên hà xoắn ốc mẹ do trường hấp dẫn của thiên hà mẹ.

## Phát hiện
Từ giữa thế kỷ 20, các nhà thiên văn học đã nghiên cứu hình dạng của những thiên hà yếu. Điều gây chú ý là một số thiên hà có hình dạng méo mó kì lạ. Ở một số trường hợp, có những thiên hà có đuôi dài tới hàng nghìn năm ánh sáng.
Do hình dạng quá phức tạp, nên các chuyển động quay tròn có thể ngừng quay sau một, hai vòng chuyển động. Người ta đánh giá nó khá trẻ, nhưng hầu hết các ngôi sao trong nó đều khá già.
Nhà thiên văn học người Liên Xô Boris Alexandrovik Rovontsop Veliaminop đã nghiên cứu và đặt tên hiện tượng này là "Các thiên hà tương tác". Ông đã đưa vào danh sách hàng nghìn loại tương tác, trong đó có nhiều loại rất hiếm gặp, cấu trúc khá phức tạp làm cho nhiều nhà thiên văn bất ngờ.

## Tương tác giữa thiên hà vệ tinh và thiên hà mẹ
Một thiên hà lớn có thể tạo ra trường hấp dẫn khiến cho thiên hà nhỏ hơn quay quanh nó. Lực hấp dẫn của thiên hà lớn sẽ khiến thiên hà nhỏ va chạm vào mình. Các cuộc va chạm sẽ tạo ra việc sáp nhập giữa hai thiên hà và sáp nhập có thể tăng diện tích của thiên hà và có khả năng nhỏ tạo thành sao.

## Va chạm thiên hà

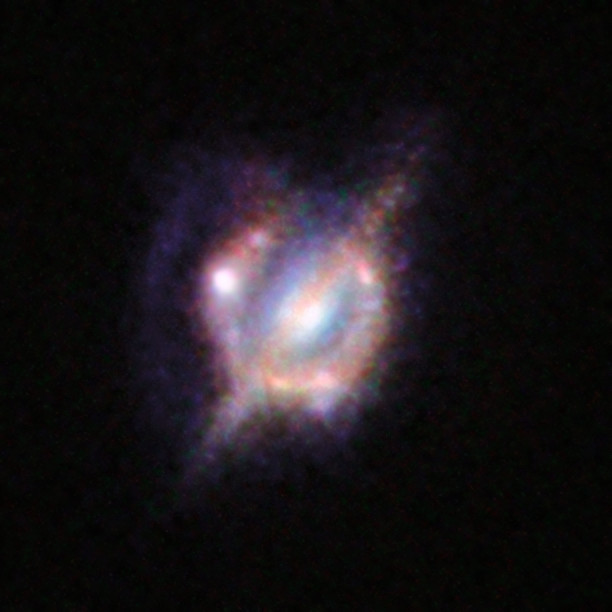
Hai thiên hà đang va chạm vào nhau

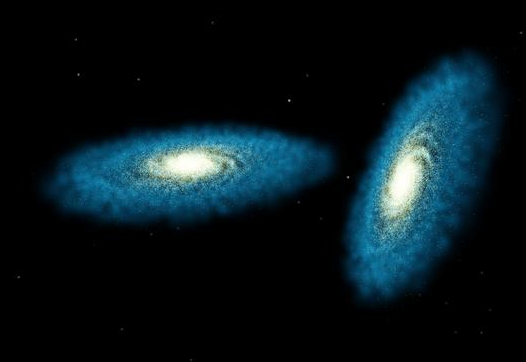
Hình ảnh minh họa hai thiên hà hình đĩa va chạm vào nhau

Va chạm thiên hà thường gặp trong tiến hóa thiên hà. Việc sáp nhập giữa hai thiên hà mất từ vài trăm triệu năm đến 1,5 tỷ năm.
Một vụ va chạm có thể sẽ khiến hai thiên hà sáp nhập vào nhau. Va chạm thiên hà nay có thể mô phỏng trên máy tính, trong đó có các nguyên tắc vật lý thực tế như lực hấp dẫn, động năng hay hình thành sao và hệ quả.

### Mô phỏng các giai đoạn tương tác thiên hà

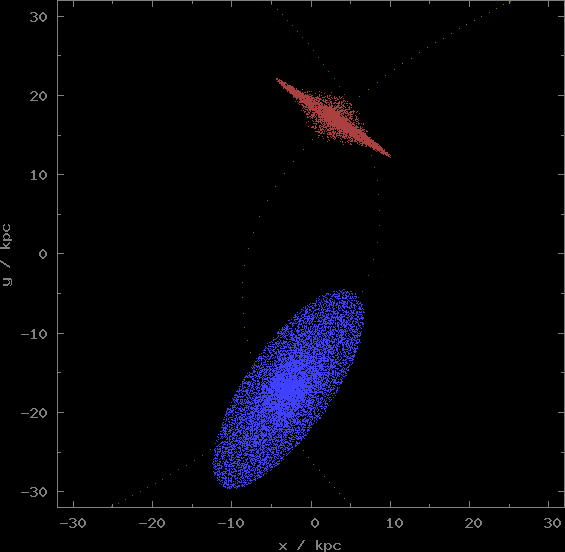
Giai đoạn tiếp cận
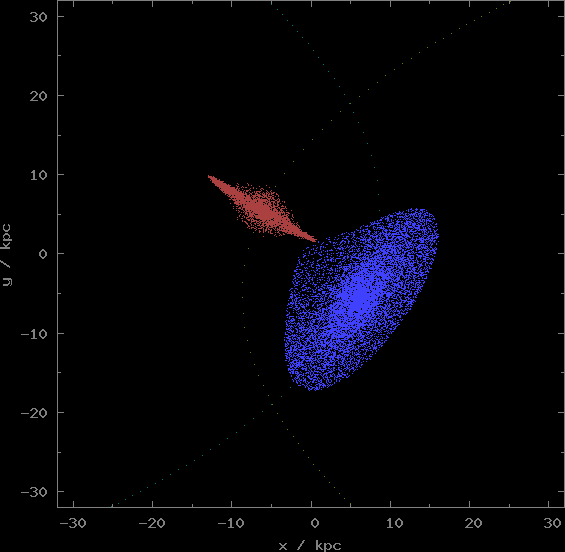
Giai đoạn tác động
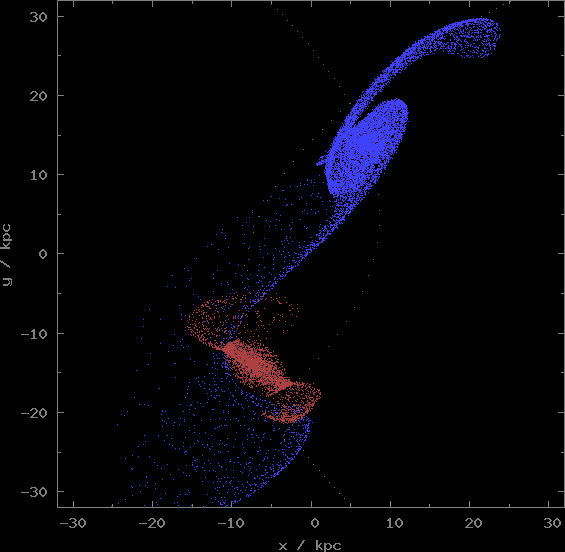
Sáp nhập

- Giai đoạn tiếp cận (Pre-Collision): Hai thiên hà tiếp cận nhau thường với vận tốc từ 100 km/giây đến 1000 km/giây. Trong một số trường hợp, vận tốc của một trong hai thiên hà lên đến 3000 km/giây.
- Giai đoạn tác động (Impact vie): Hai thiên hà tác động nhau khiến cho cả hai bị biến dạng. Tại thời điểm này, trường hấp dẫn của một (hoặc hai) thiên hà sẽ khiến hai thiên hà lao vào nhau với vận tốc lớn.
- Sáp nhập: Các ngôi sao, hành tinh, tinh vân và các vật chất của các thiên hà nhỏ hơn sang thiên hà lớn hơn. Thiên hà lớn sẽ tăng diện tích.

## Thiên hà vòng cực

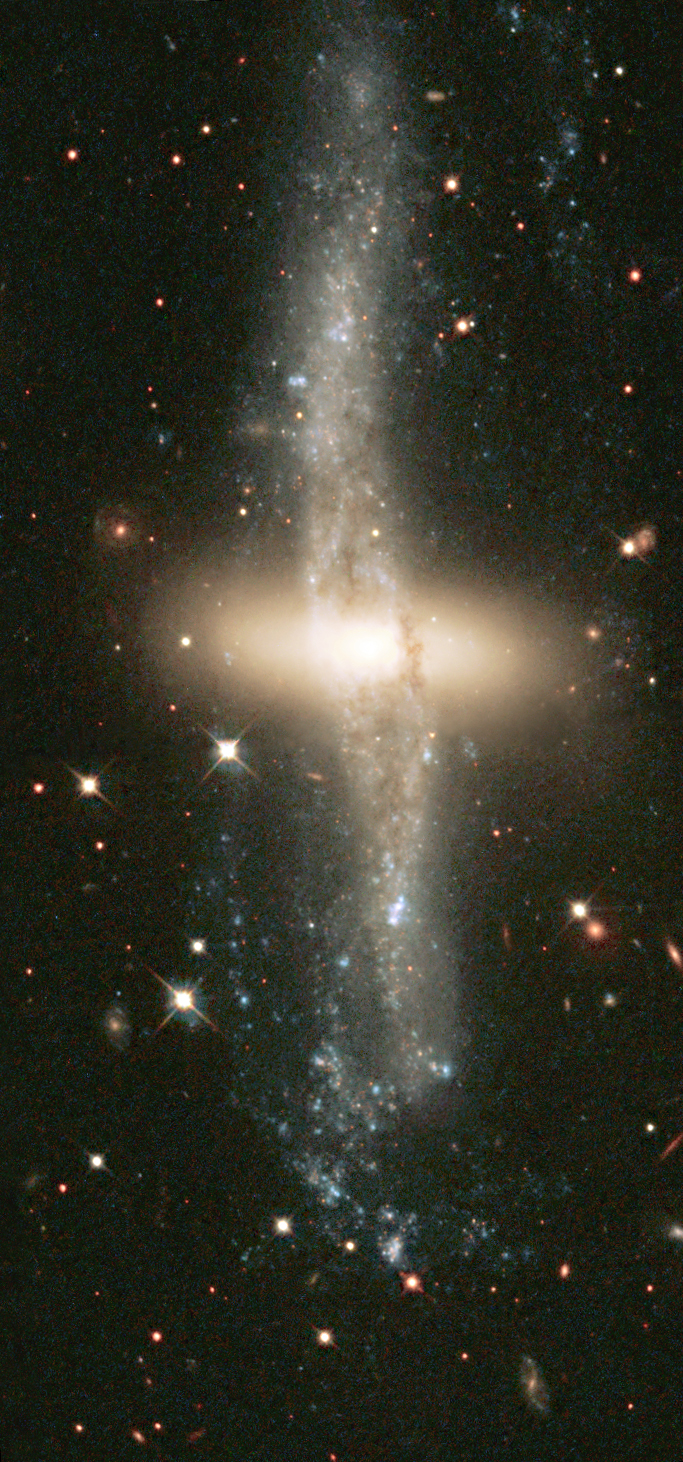
Thiên hà NGC 4650A một trong những thiên hà có vòng Cực thiên hà

Thiên hà vòng cực rất hiếm. Từ trước đến nay, người ta chỉ tìm được khoảng 100 chiếc. Đây là một dạng tương tác giữa thiên hà lớn và thiên hà nhỏ.
Người ta đang nghiên cứu thiên hà vòng cực NGC 4650A. Nó cách Trái Đất khoảng 150 triệu năm ánh sáng. Trong ảnh, những ngôi sao có màu xanh là những ngôi sao mới hình thành.

## Vòng thiên hà

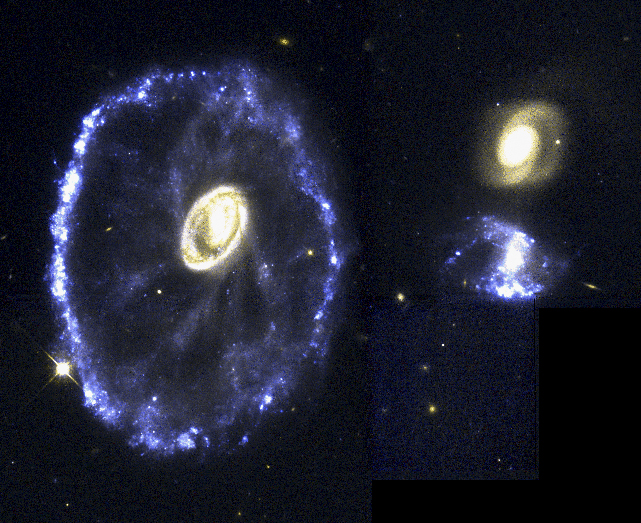
Vòng thiên hà Wagenradgalaxie

Các vòng thiên hà thường có hình vòng cung. Vòng thiên hà là một thiên hà đã bị thiên hà khác xuyên thủng. Các sóng xung kích thường bao quanh vòng thiên hà. Vòng thiên hà khác biệt so với vòng Cực thiên hà ở chỗ nó không cố định và quay quanh thiên hà chủ của nó.
Vòng thiên hà nổi tiếng nhất là vòng thiên hà Wagenradgalaxie nằm ở chòm sao Ngọc Phu, cách Trái Đất 500 triệu năm ánh sáng. Vòng thiên hà này có đường kính 150.000 năm ánh sáng. Nó quay quanh thiên hà chủ của nó với vận tốc 340.000 km/giờ (tức 94 km/giây).

## Các vụ tương tác thiên hà gần đây
Có rất nhiều thiên hà nằm ở tận cùng vũ trụ. Trong đó có phần lớn thiên hà hình thành do các vụ tương tác.
Danh sách dưới đây là danh sách các vụ tương tác xếp theo các giai đoạn.

### NGC 2207 và IC 2163 (giai đoạn tác động)

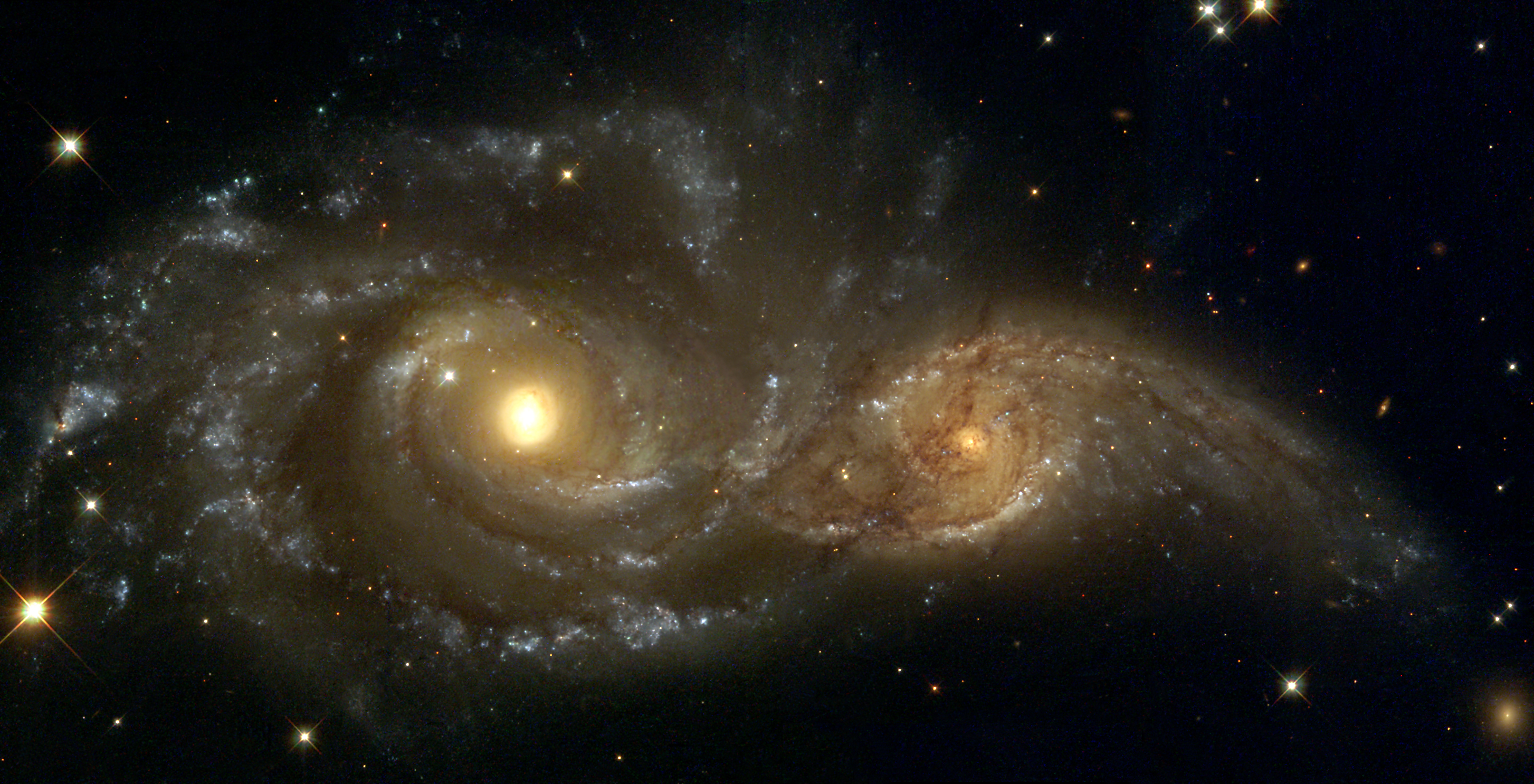
Hai thiên hà NGC 2207 và IC 2163

Thiên hà NGC 2207 (trái) và thiên hà IC 2163 (phải) là hai thiên hà xoắn ốc cách Trái Đất 144 triệu năm ánh sáng trong chòm sao Đại Khuyển. Hiện nó đang trong thời kỳ tác động nhau bởi lực hấp dẫn. Dự kiến khoảng 1 tỷ năm sau, hai thiên hà này sẽ sáp nhập vào nhau.
NGC 2207 và IC 2163 được phát hiện vào năm 1835 bởi John Herschel. NGC 2207 chỉ có 2 tân tinh được tìm thấy.

### NGC 4676(giai doạn sáp nhập)

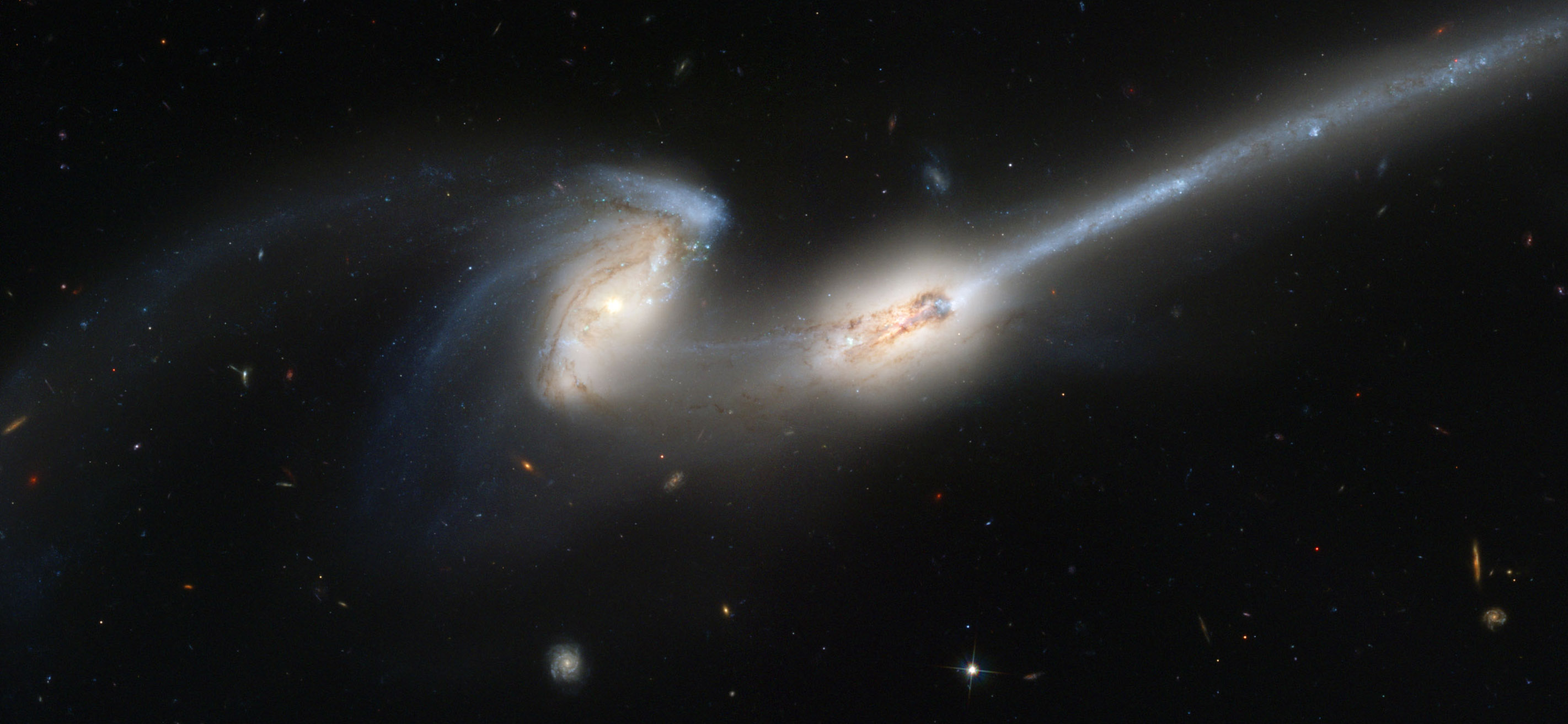
Cặp thiên hà NGC 4676

Cặp thiên hà NGC 4676 (hay còn gọi: Những con chuột) là một cặp thiên hà gồm hai thiên hà IC 820 (trái) và IC 819 (phải) nằm cách Trái Đất 300 triệu năm ánh sáng ở chòm sao Hậu Phát. Sở dĩ nó được gọi là "những con chuột" là do nó có một đuôi lớn giống đuôi của loài chuột. Những cái"đuôi"này sinh ra do trường hấp dẫn trong việc tương tác.
NGC 4676 đang trong giai đoạn sáp nhập. Hai thiên hà của NGC 4676 có một phần đã sáp nhập vào nhau.

### Thiên hà Antennae(giai đoạn nhiệt hạch)

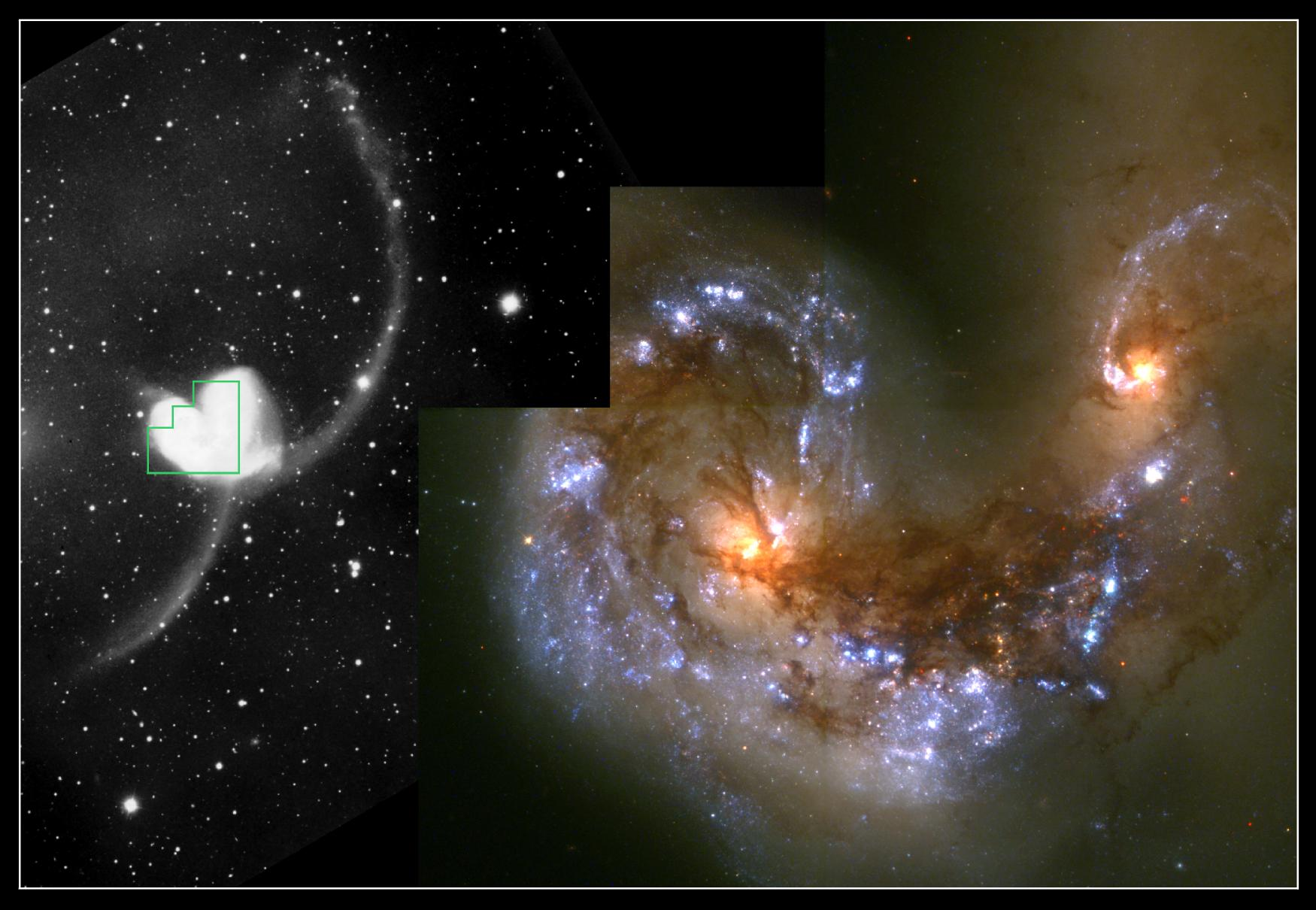
Thiên hà Antennae

Thiên hà Antennae là một thiên hà được tìm thấy vào ngày 7 tháng 2 năm 1785 bởi William Herschel. Nó nằm ở chòm sao Ô Nha, cách Trái Đất 68 triệu năm ánh sáng. Tên tiếng Anh của thiên hà này là "Antennae Galaxy" vì theo hiện trạng hiện nay, nó là một thiên hà chứ không phải hai. Nó còn có tên tiếng Việt là "Thiên hà Râu". Nó có tên như vậy là do"đuôi"của nó giống râu của một số loài côn trùng.
Việc sáp nhập khiến cho khí bị nén lại, kích thích sự hình thành sao. Trong như khu vực hình thành sao, có thể xuất hiện các liên tinh vân phát xạ như những nút sáng trong thiên hà.
Thiên hà Antennae bao gồm hai thiên hà NGC 4038 (nửa bên trái) và NGC 4039 (nửa bên phải). Hai thiên hà này sáp nhập vào nhau cách đây 900 triệu năm trước.

### Thiên hà Starfish(đang ổn định)

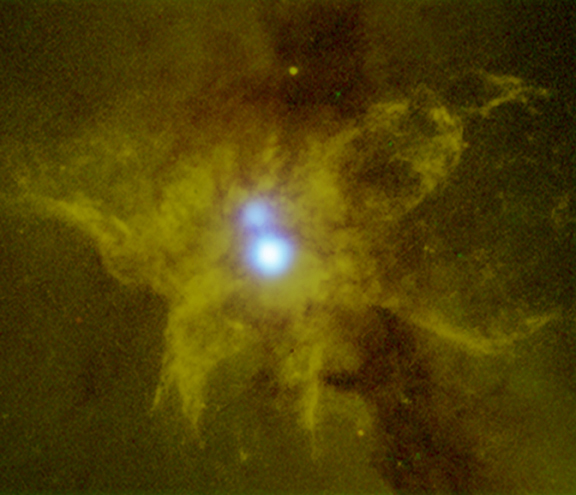
Thiên hà Starfish

Thiên hà Starfish (bao gồm NGC 6240, IC 4625 và UGC 10.592) là một thiên hà cách Trái Đất 400 triệu năm ánh sáng nằm ở chòm sao Xà Phu.
Thiên hà này hình thành do một vụ va chạm giữa ba thiên hà nói trên. Việc sáp nhập của các thiên hà vẫn chưa hoàn thành. Ở giữa thiên hà có hai hố đen siêu lớn rất sáng cách nhau khoảng 3.000 năm ánh sáng. Hai hố đen phát ra lượng tia X rất lớn. Hai hố đen sẽ sáp nhập vào nhau sau vài trăm triệu năm nữa.
Thiên hà này được phát hiện vào ngày 29 tháng 7 năm 2001 bởi kính thiên văn hồng ngoại Chandra. Starfish là thiên hà đầu tiên phát hiện được hai hố đen siêu lớn ở trung tâm.

## Các vụ tương tác thiên hà đáng chú ý
| Tên các thiên hà tương tác                              | Kiểu thiên hà         | Khoảng cách so với Trái Đất (triệu ly) | Cấp sao biểu kiến | Ghi chú                                                           |
| ------------------------------------------------------- | --------------------- | -------------------------------------- | ----------------- | ----------------------------------------------------------------- |
| Ngân Hà, LMC và SMC                                     | SBc/SB(s)m/SB(s)m pec | 0                                      | _                 | Thiên hà vệ tinh tương tác với thiên hà mẹ.                       |
| Thiên hà Xoáy Nước (M51)                                | SAc (SB0-a)           | 37                                     | +8.4              |                                                                   |
| NGC 1097                                                | SB(s)bc (E6)          | 45                                     | +9.5              |                                                                   |
| NGC 2207 và IC 2163                                     | SAC/SABC              | 144                                    | +11               | Đang ở giai đoạn tác động trong các giai đoạn tương tác với nhau. |
| NGC 4676, NGC 4676A (IC 820) và NGC 4676B (IC 819)      | S0/SB(s)ab            | 300                                    | +13.5             | Đang trong giai đoạn sáp nhập của các giai đoạn tương tác.        |
| Thiên hà Antennae (Thiên hà Râu) (NGC 4038 và NGC 4039) | SAC/SBM               | 45                                     | +10.3             | Đang sáp nhập, hiện đang trong giai đoạn nhiệt hạch.              |
| NGC 520                                                 | S                     | 100                                    | +11.3             | Đang trong sáp nhập.                                              |

## Va chạm tương lai củaNgân Hàvàthiên hà Andromeda
Các nhà thiên văn đã ước tính Ngân Hà sẽ va chạm với thiên hà Tiên Nữ sau 4,5 tỷ năm sau. Có người cho rằng hai thiên hà xoắn ốc sáp nhập vào nhau như Ngân Hà và Tiên Nữ sẽ tạo ra một thiên hà elip hoặc thiên hà hình đĩa.

## Hình ảnh

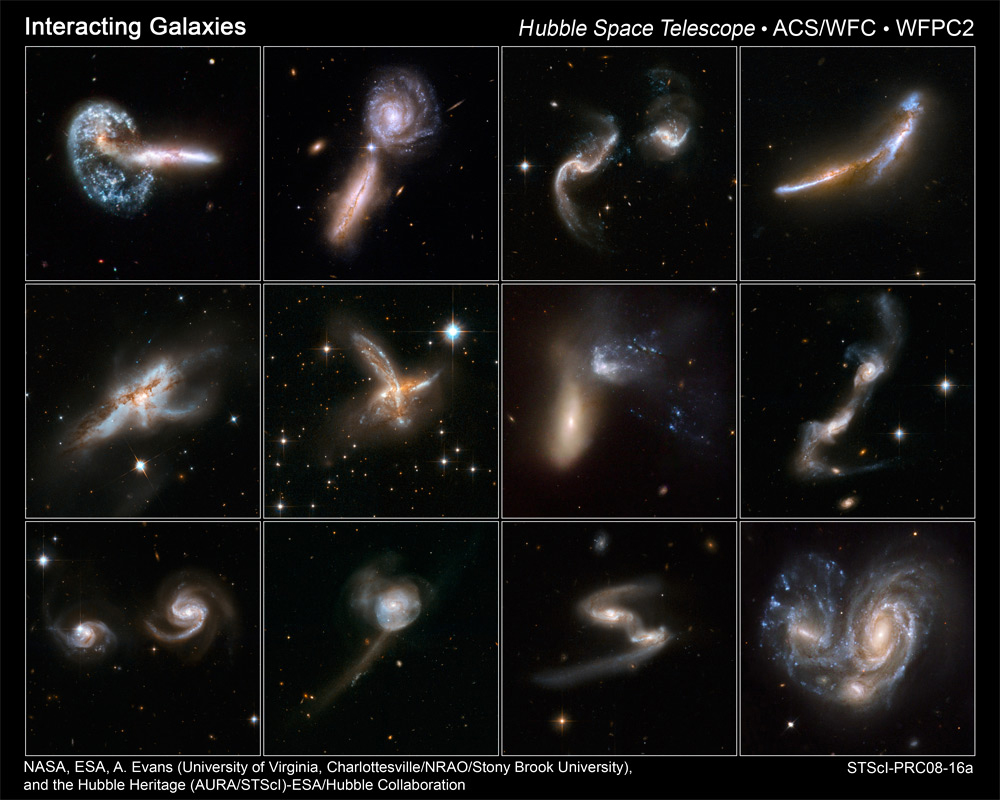
12 bức ảnh trong 59 bức ảnh của kính thiên văn Hubble về tương tác thiên hà
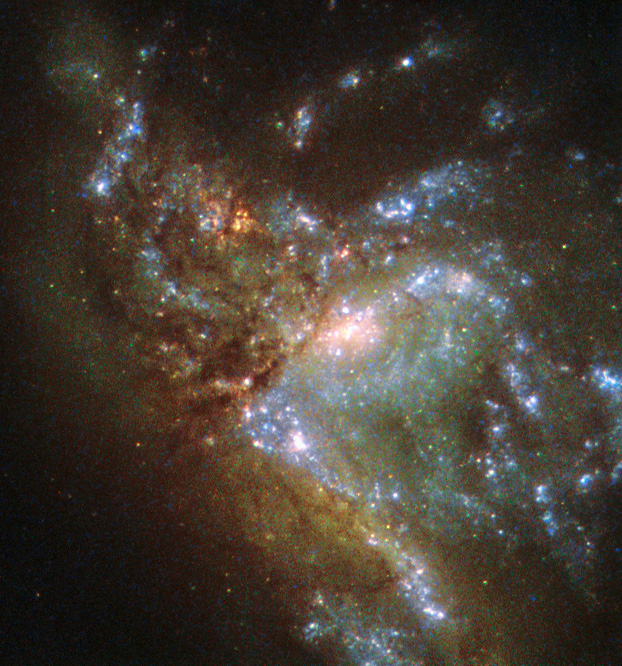
Thiên hà NGC 6052 hình thành do vụ tương tác giữa hai thiên hà
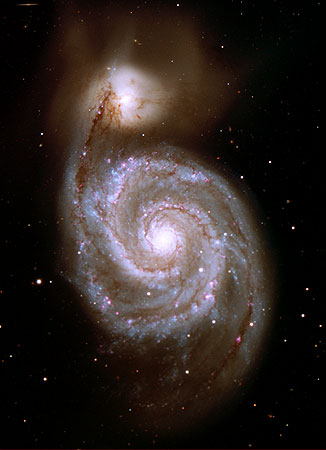
Thiên hà Xoáy Nước đang tương tác với thiên hà vệ tinh của nó - NGC 5195
- Mô phỏng việc tương tác giữa hai thiên hà xoắn ốc

## Sách
- Joseph Silk: Die Geschichte des Kosmos. 1999. ISBN 3-8274-0482-7
- Roy A. Gallant: Unser Universum. 1998. ISBN 3-8289-3391-2
- Simon Goldwin: Mission Hubble. 1996. ISBN 3-86047-146-5